# Psalm

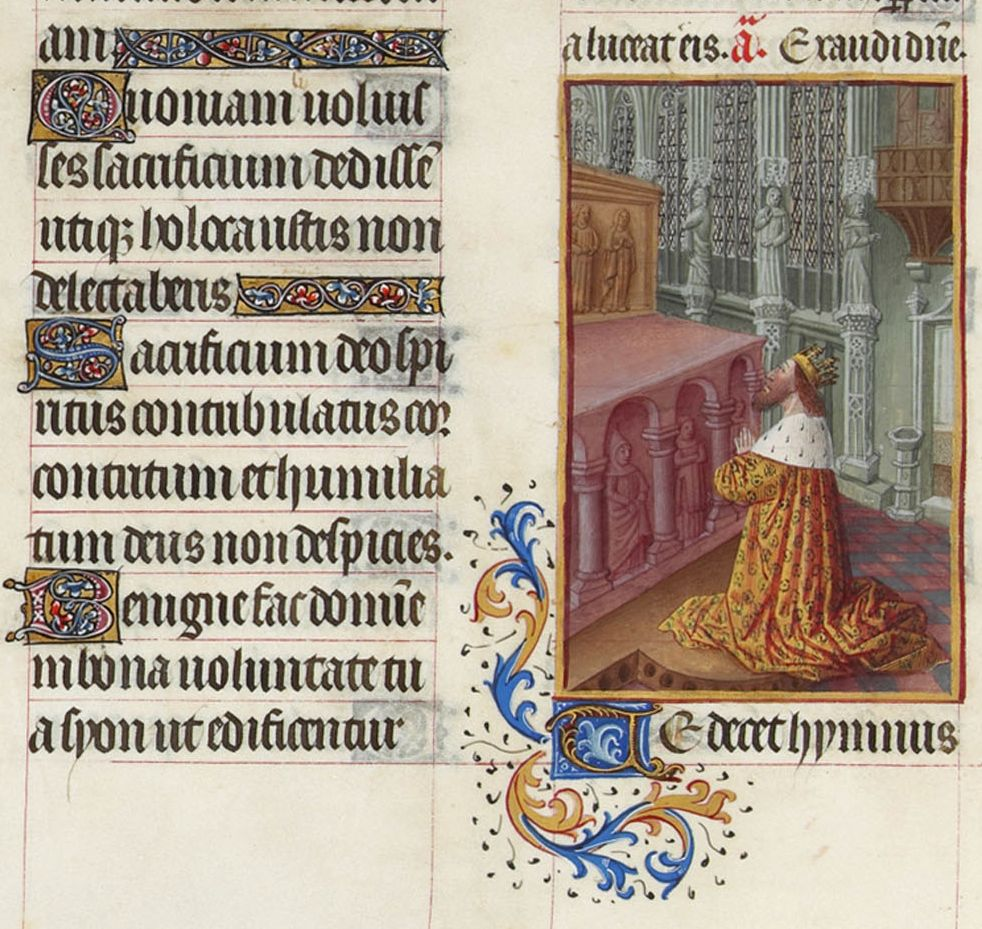
Psalmboek uit de vijftiende eeuw

Een psalm is een religieuze liedvorm als een lied of beurtzang. Het zingen of voorlezen op verheven toon van psalmen is afkomstig uit de joodse traditie. In de synagogale traditie zijn dit gebeden voor allerlei gelegenheden.
Het woord psalm wordt soms alleen gebruikt voor de (gezongen) teksten die zijn opgenomen in het Bijbelboek Psalmen. Andere gezongen teksten uit de Bijbel, zoals 1 Samuel 2, Daniël A:28-68, Jona 2, Habakuk 3, Lucas 1:46-55 (Lofzang van Maria), Lucas 1:68-79 (Lofzang van Zacharias) en Lucas 2:29-32 (Lofzang van Simeon) worden kantieken of lofzangen genoemd.
De oorspronkelijke melodieën van de psalmen zijn niet bekend, doordat de Israëlieten geen notenschrift kenden. De psalmen worden ook nu nog gezongen in synagoges en kerken.

## De psalm in de christelijke traditie
Vaak is aangenomen dat de liturgische zang in de vroege Kerk van de eerste eeuwen van onze jaartelling is ontstaan onder invloed van de joodse tempelmuziek in Jeruzalem of van de joodse synagogale zang; beide hypothesen worden echter niet meer aangehangen, de eerste niet vanwege een al te specifieke relatie tussen het zingen van de psalmen in de Tempel en de dagelijkse joodse offercultus (die door de christenen werd afgewezen), en de tweede niet omdat de synagoge in nieuwtestamentische tijden eerder een seculiere dan een religieuze ontmoetingsplaats was. Bepaalde religieuze gebruiken die thuis werden gepraktiseerd (het zingen van psalmen tijdens de joodse Paasmaaltijd) hebben mogelijk wel invloed gehad op de zang van de vroege Kerk. Hoe de kerkelijke muziek ook precies ontstaan is, een verspreiding daarvan geschiedde in meerdere vormen over de kerken van Italië - inclusief uiteraard de stad Rome -, Zuid-Frankrijk, Noord-Afrika en Spanje. De eigenlijke ontwikkeling van de gregoriaanse muziek dateert van de 8e eeuw, tijdens de Karolingische periode. Het merendeel van de in het gregoriaans getoonzette teksten komt uit het Bijbelboek der Psalmen, zowel in de gregoriaanse gezangen van de Mis als van de Getijde en het Brevier.
Veel componisten hebben de psalmen op muziek gezet, waaronder Jan Pietersz Sweelinck en Heinrich Schütz. Binnen de gereformeerde kerken worden de 150 psalmen doorgaans gezongen op Geneefse melodieën. In de loop der eeuwen zijn in Nederland de psalmen verschillende malen berijmd, onder andere in 1566 door Petrus Datheen als eerste en later in 1773, 1973 en 1986 door vele anderen. Psalmen voor Nu is een project uit 2003 dat deze gezongen psalmen van een meer eigentijdse vertaling en melodie probeert te voorzien.
Een groot deel (meer dan 73) van de Psalmen is geschreven door David. Daarnaast hebben Salomo (bijvoorbeeld Psalm 72 en 127), de zonen van Korach, de zonen van Asaf en ook de priester Ezra (psalm 49 en 50) liederen (psalmen) geschreven die in het boek Psalmen zijn opgenomen.
In veel protestantse kerken wordt om de dienst in te luiden een zogeheten intochtspsalm gezongen. Dit gebeurt niet alleen in de kerken van orthodox-gereformeerde of bevindelijke signatuur, maar ook in de progressievere flanken van de Protestantse Kerk in Nederland.

## Nederlandse vertalingen: berijmd en onberijmd zingen
Binnen de Nederlandse en Schotse reformatorische kerken hebben de psalmen dienstgedaan als zangboek. Hiertoe zijn verschillende berijmingen gepubliceerd. De eerste berijmingen stammen uit Frankrijk en zijn van de hand van Clément Marot, de hofdichter van de Franse koning. In het Engelse taalgebied werd vooral de vertaling in het Book of Common Prayer bekend. In Nederland maakten onder andere Willem van Zuylen van Nijevelt, de ook als schilder bekendstaande Lucas de Heere, Jan Utenhove, Petrus Datheen, Philips van Marnix en Vondel berijmingen. Later kwamen er nieuwe berijmingen, onder andere de staatsberijming van 1773, en het Liedboek voor de Kerken van 1973. Deze worden nog steeds gezongen op melodieën uit de 16e eeuw, de zogenaamde Geneefse psalmmelodieën. In de Naardense Bijbel is een vertaling van de psalmen opgenomen die oorspronkelijk was bedoeld voor het Nieuw Utrechts Psalter, een nieuwe zetting van de psalmen, met inbegrip van antifonen, door Gert Oost op basis van de Geneefse melodieën. Sinds 2002 is het project Psalmen voor Nu bezig om een nieuwe berijming te maken, die ook op moderne, door popmuziek geïnspireerde melodieën wordt gezet. Onder de naam Nieuwveense Berijming werkt Johan Janse sinds 2007 aan een volledig nieuwe berijming van de Psalmen en andere Bijbelse liederen. De Psalmen worden op de melodieën van het Geneefse Psalter gezet. Ook de andere liederen zijn meestal op een bekende, klassieke melodie gezet. Daarnaast bestaat sinds een paar jaar ook The Psalm Project, een band die psalmen (zowel in de Oude als de Nieuwe Berijming) op de melodieën van het Geneefse Psalter zingt, maar wel in diverse moderne muziekstijlen.
In de rooms-katholieke kerk werden de psalmen tot halverwege de twintigste eeuw net als de rest van de Mis in het Latijn gezongen en wel onberijmd en eenstemmig. In 1957 werden de eerste onberijmde Nederlandse vertalingen gemaakt op basis van de Franse uitgaven van Joseph Gelineau. De teksten werden vertaald door Kees Middelhoff, Jop Pollmann en J.A.M. Weterman. Nadat op het Tweede Vaticaans Concilie middels het document Sacrosanctum Concilium: Constitutie over de heilige Liturgie (4 december 1963) was besloten toestemming te geven de Mis naast het Latijn ook in de volkstaal te vieren, groeide de behoefte aan nieuw repertoire. De eerste postconciliaire vertalingen werden gedaan door Huub Oosterhuis en Michel van der Plas in samenwerking met Pius Drijvers en Han Renckens, die "Vijftig Psalmen" vertaalden en onder die titel in 1967 uitgaven. Het was aanvankelijk de Amsterdamse Werkgroep voor Volkstaalliturgie, waarin vooral Bernard Huijbers de onberijmde psalmen als beurtzang op muziek zette. Later werkten ook Antoine Oomen en Tom Löwenthal hieraan mee.
De eerste liturgische vertaling van het gehele psalmboek was van pater Ad Bronkhorst, O.P. in 1969. Deze psalmvertaling wordt nu gebruikt in het breviergebed voor priesters en kloosterlingen.
Een latere onberijmde vertaling, die opgenomen is in de Willibrord '75 Bijbelvertaling was van Ida Gerhardt en Marie van de Zeyde. Deze vertaling wordt -volgens sommigen- gekenmerkt door het archaïsch taalgebruik en een eigenzinnige woordvolgorde. Om deze reden gaf de Katholieke Bijbelstichting een apart boekje uit 'De Psalmen', vertaald door N. Tromp. Deze vertaling kon, met toestemming van beide dichteressen, vervolgens worden opgenomen in de Willibrord '95 Bijbelvertaling.
Ida Gerhardt heeft deze vertaling samen met Marie van der Zeyde in de periode van 1966 tot 1972 gemaakt. Deze zijn onder meer in dank ontvangen door een zestal kerkmusici vanuit de Benedictijnen, Benedictinessen en de Cisterciënzers, die verenigd in de Intermonasteriële Werkgroep voor Liturgie zoekende waren naar een psalmvertaling, die na toonzetting een waardige opvolger van de Latijnse teksten zou kunnen zijn. In deze werkgroep participeerden Ida Gerhardt en Maria van der Zeyde geregeld. Deze nieuwe toonzettingen in alle kerktoonladders werden uitgegeven als "Het Boek der Psalmen" bij de Katholieke Bijbelstichting in 1975. Alle 150 psalmen worden in geordende regelmaat gezongen tijdens de dagelijkse koorgebeden in de Nederlandstalige abdijen.
In de katholieke bundel Gezangen voor Liturgie zijn 67 andere composities als die uit "Het Boek der Psalmen" van de vertaling van Ida Gerhardt en Marie van der Zeyde opgenomen van diverse Nederlandse en Belgische componisten, waarvan velen deel uitmaakten van de Intermonasteriële Werkgroep voor Liturgie. In deze bundel staan 7 psalmzettingen van Ad Bronkhorst en ruim 30 zettingen uit het boek "Vijftig Psalmen" door Drijvers e.a. Er staan 4 psalmzettingen in een van de oudste vertalingen van Gelineau.
Gezangen voor Liturgie is de officiële katholieke bundel en wordt in de meeste Nederlandse parochies in de liturgie gebruikt.